# 俄勒岡州梅德福聖殿
俄勒岡梅德福聖殿是耶穌基督後期聖徒教會的第79座聖殿。
俄勒岡梅德福聖殿位於俄勒岡州的南部和加州奧克蘭和俄勒岡波特蘭聖殿之中點。 約2010年，該聖殿為加州北部和俄勒岡州的9個教會支聯會的成員服務。

## 聖殿歷史
俄勒岡梅德福聖殿於1999年3月27日宣布。
該聖殿的奠基儀式於1999年5月20日由教會北美西北區域會長李·托伯勒長老（D. Lee Tobler）進行。
在聖殿開放期間，近35,000人參觀了聖殿的内部，教會總會會長團的第二諮理雅各·傅士德會長（James E. Faust）於2000年4月16日奉獻了俄勒岡梅德福聖殿。
俄勒岡梅德福聖殿的總建築面積為10,700平方英尺（994平方公尺），設有兩個教儀室和兩個印證室。